# Prads-Haute-Bléone
Prads-Haute-Bléone é uma comuna francesa na região administrativa da Provença-Alpes-Costa Azul, no departamento dos Alpes da Alta Provença. Estende-se por uma área de 165,64 km². Em 2010 a comuna tinha 181 habitantes (densidade: 1,1 hab./km²).